# Nicole Herschmann
Nicole Herschmann, född den 27 oktober 1975 i Rudolstadt, Tyskland, är en tysk bobåkare.
Hon tog OS-brons i damernas tvåmanna i samband med de olympiska bobtävlingarna 2002 i Salt Lake City.